# Michael Glantschnig

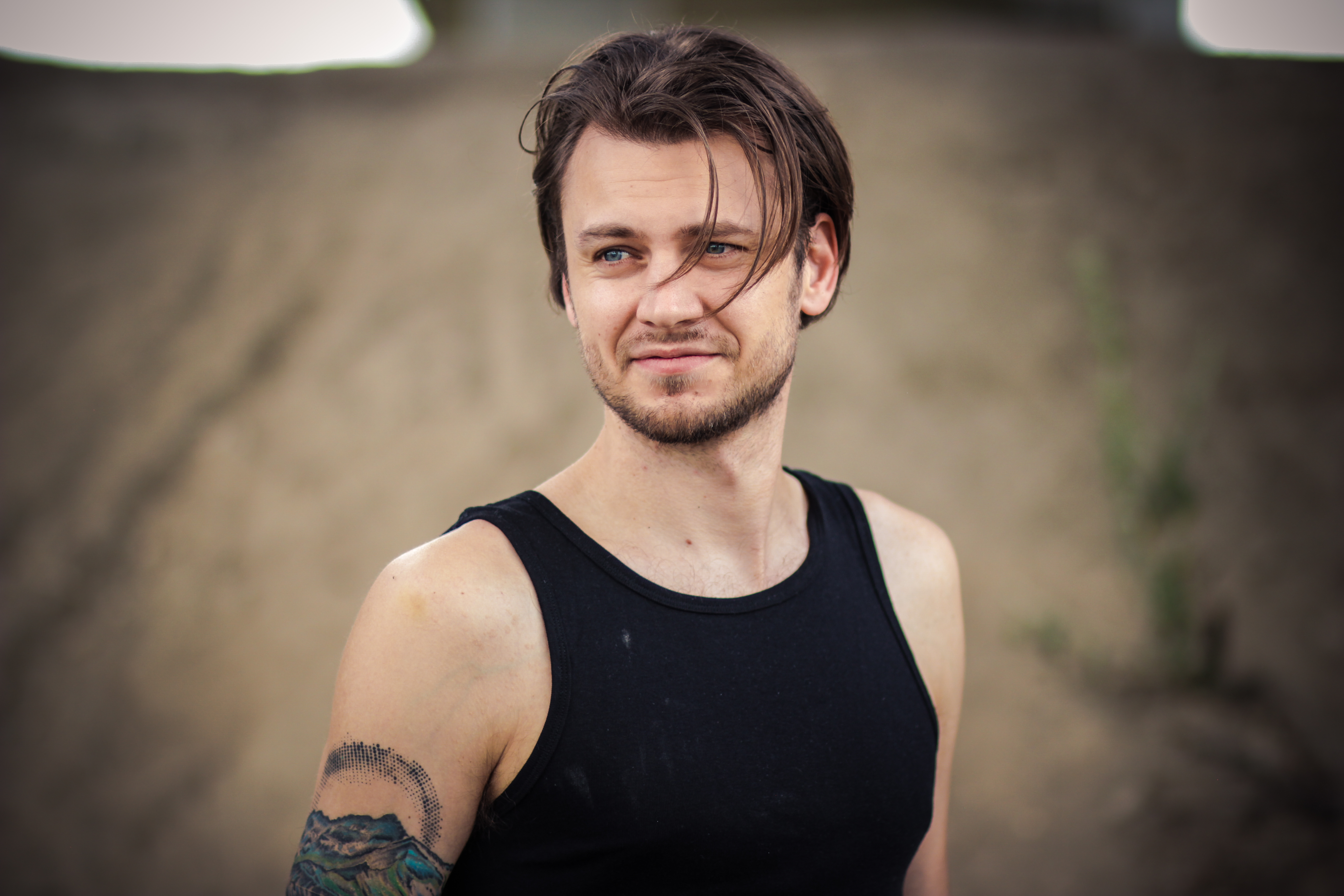
Michael Glantschnig

Michael Glantschnig (* 1991 in Klagenfurt) ist ein österreichischer Schauspieler.

## Leben
Michael Glantschnig studierte von September 2010 bis Juli 2014 Schauspiel an der Bayerischen Theaterakademie August Everding.
In der Saison 2012/13 stand er im Deutschen Theater München in Im weißen Rößl als Kellner Franz auf der Bühne und war am Metropoltheater München in Unser Kandidat sowie in Die Zwiefachen am Akademietheater der Bayerischen Theaterakademie zu sehen. Am Akademietheater spielte er auch 2014 in Der Ozeanflug als Flieger eine Hauptrolle. Am Münchner Theater Heppel & Ettlich verkörperte er 2015 in Mostly Mozart die Titelrolle.
Eine erste Filmhauptrolle hatte er 2012 im Kurzfilm Homophobia. In James Bond 007: Spectre stand er 2015 als Snowboarder vor der Kamera, im Fernsehvierteiler Pregau – Kein Weg zurück spielte er 2016 die Rolle des Gregor Hölzl. Seit 2016 verkörpert er in der Serie Wishlist die Rolle des Casper. 2017 drehte er für den Film Die letzte Party deines Lebens von Dominik Hartl.
Beim Deutschen Schauspielpreis 2017 war er für den ORF-Landkrimi Wenn du wüsstest, wie schön es hier ist für den Nachwuchspreis nominiert. Im Herbst 2021 stand er an der Seite von Christina Cervenka für Dreharbeiten zum ORF-Landkrimi Immerstill basierend auf dem Roman von Roman Klementovic vor der Kamera.

## Filmografie (Auswahl)
- 2012: Homophobia (Kurzfilm)
- 2014: SOKO München – Der Turm
- 2014: Tatort – Der Wüstensohn
- 2015: SOKO Donau – Unter Haien
- 2015: Landkrimi – Wenn du wüsstest, wie schön es hier ist
- 2015: James Bond 007: Spectre
- 2015: 600 PS für zwei
- 2016: SOKO Stuttgart – Mädelsabend
- 2016: SOKO Kitzbühel – Blutgericht
- 2016: Der Lehrer (Fernsehserie, zwei Episoden)
- 2016: Pregau – Kein Weg zurück
- 2016: Das Geheimnis der Hebamme
- seit 2016: Wishlist
- 2017: Der Alte – Der letzte Tanz
- 2017: Schnell ermittelt – Folgen Simon Gehbauer und Traian Voronin
- 2017: In aller Freundschaft – Die jungen Ärzte – Was wir geben
- 2017: Bad Cop – kriminell gut – Paradiesvögel
- 2017: SOKO München – Tanz der junggebliebenen Herzen
- 2018: Die letzte Party deines Lebens
- 2018: SOKO Donau – Die Wahrheit stirbt zuerst
- 2019: Tatort – Baum fällt
- 2020: Narziss und Goldmund
- 2020: SOKO Kitzbühel – Der längere Atem
- 2021: Alle für Uma (Tutti per Uma)
- 2022: Der Bergdoktor – Kontrollverlust (Fernsehserie)
- 2023: Landkrimi – Immerstill (Fernsehreihe)
- 2023: HADES – Eine (fast) wahre Geschichte aus der Unterwelt
- 2024: SOKO Linz – Magic Moment (Fernsehserie)
- 2024: Führer und Verführer
- 2025: Die Toten vom Bodensee – Das Geisterschiff (Fernsehreihe)